# Laholms län
Laholms län var ett danskt slottslän som bildades under 1200-talet. Det omfattade Laholms stad, Höks härad, Tönnersjö härad samt åtminstone från 1469 Halmstads härad (till 1516), samt Årstads härad (till 1599).

## Historia
Under 1200-talet hade organisationen med kungalev spelat ut sin roll, samtidigt med att högmedeltidens statsmakt och skatteväsende byggdes ut. Från den tiden och en bit in på 1300-talet organiserades den kungliga administrationen främst i så kallade slottslän. För att befästa kungens makt uppfördes runt om i Danmark kungliga och privata borgar byggda i sten och tegel, för förvaltningen och som militära stödjepunkter. På dessa riksfästen residerade länsmän (på danska lensmænd) rekryterade ur frälset. De härader som omgav en borg anslogs för dess underhåll och försörjning av både civila och militära funktionärer. Tillsammans bildade häraderna ett slottslän. Det danska riket bestod av ett flertal slottslän av varierande storlek. Länsindelningen var inte fast utan kunde ändras av kungen när ny länsman utsågs.
I Laholm fanns tidigt en borg kallad Lagaholm som redan år 1231 är omnämnd i den danske Kung Valdemars jordebok. Lagaholms slott tjänade som residens för de danska länsherrarna. Den siste danske länsherren var Christian von Bülow till Ingelstad som dog den 16 september 1643.

## Länsherrar
- 1506–07 Mourids Jepsen Sparre hade Laholm i pant till 1516 då han bytte mot Beritsholms län[4]
- 1507–18 Henrik Krummedige (Hartvigsen), till Valden[5]
- 1518–19 Jens Torbernsen Rosensparre
- 1519–43 Holger Gregersen Ulfstand
- 1543–54 Birger Ulfstand
- 1554–58 Mogens Gyldenstierne (Henriksen), till Iversnæs och Restrup[6]
- 1558–81 Peder Skram
- 1581–83 Povel Huitfeldt till Smidstrup[7]
- 1583–86 Arild Huitfeldt
- 1586–95 Anders Tott
- 1595–97 Niels Bild till Ravnholt
- 1597–1608 Brostrup Gedde till Tommerup
- 1608–12 Tage Thott till Eriksholm
- 1612–20 Tage Thott till Näs och Egede
- 1620–26 Holger Rosenkrans till Glimminge
- 1625–27 Christopher Ulfeldt till Svenstorp[8]
- 1627–29 Tage Thott till Sierkøbing, Dueege och Egede[9]
- 1629–36 Iver Krabbe (Tagesen) till Jordbjerg
- 1636–37 Niels Krabbe till Skjellinge
- 1637–43 Christian von Bülow af Wedendorf, till Ingelstad. Dog den 16 sep.[10]